# Klin nad Bodrogom
Klín nad Bodrogom (v minulosti Bodrogsek, maďarsky Bodrogszög) je obec na Slovensku v Košickém kraji v okrese Trebišov. V období let 1961 až 1990 byla součástí sousední obce Streda nad Bodrogom. Na okraji obce u ramene řeky Bodrog stojí zřícenina raně gotického kostela z třetí třetiny 13. století. V posledních letech se realizuje jeho obnova, v jejímž rámci byl po delším čase opět zastřešen. Na území obce je chráněné ptačí území Medzibodrožie.

## Polohopis
Obec leží na řece Bodrog nedaleko od maďarské státní hranice a přibližně 22 kilometrů jihozápadně od města Královský Chlmec. V katastrálním území obce se nachází nejníže položené místo na Slovensku s nadmořskou výškou 94.3 m.

## Symboly obce
Podle heraldického rejstříku má obec následující symboly, které byly přijaty 3. srpna 2006. Na znaku je dřevorubecký motiv podle otisku pečetidla z druhé poloviny 18. století.

### Znak
V zeleném štítě stříbrný skloněný klín zaseknutý do zlatého pařezu doprovázeného vpravo zlatou hvězdou – to vše ověnčené zlatými větvičkami.

### Vlajka
Vlajka má podobu devíti podélných pruhů bílého, zeleného, žlutého, bílého, zeleného, žlutého, bílého, zeleného, žlutého. Vlajka má poměr stran 2:3 a ukončena je třemi cípy, tj. dvěma zástřihy, sahajícími do třetiny jejího listu.

## Dějiny
Obec se poprvé připomíná v roce 1378 pod názvem Zek. V průběhu dalších století se název několikrát změnil – v roce 1479 Zewg, 1773 Szögh, 1786 Sögh, Sega, v roce 1808 byl upraven na Szögi, Szegő a od roku 1863 nesla obec název Bodrogszög. V uherském geografickém lexikonu z roku 1851 se obec připomíná jako převážně maďarská s 355 obyvateli. Statistika z roku 1910 vykazovala v Kline nad Bodrogom už jen 276 obyvatel, všichni byli maďarské národnosti.
Po první světové válce připadla obec na základě Trianonské mírové smlouvy Československé republice. V meziválečném období se používal počeštěný název Bodrogsek i původní maďarský Bodrogszög. V listopadu 1938 po Vídeňské arbitráži připadla obec Maďarsku, ale po druhé světové válce byla znovu přičleněna k ČSR. V roce 1948 došlo ke změně názvu přeložením maďarského Bodrogszög na Klín nad Bodrogom. V letech 1961 až 1990 byla obec součástí nedaleké Stredy nad Bodrogom.

## Obyvatelstvo
Podle sčítání obyvatel z roku 2001 žilo v Kline nad Bodrogom 195 obyvatel, z toho bylo 117 maďarské, 76 slovenské a 2 rusínské národnosti.